# Ampang Jaya
Ampang Jaya, communément appelée Ampang, est une ville de la périphérie de Kuala Lumpur, située dans l'état de Selangor, couvrant les districts de Gombak et de Hulu Langat. Ampang est souvent confondue avec Jalan Ampang, une rue de Kuala Lumpur reliant la ville d'Ampang avec Kuala Lumpur. La ville est administrée par le Conseil Municipal d'Ampang Jaya (MPAJ), qui donne par ailleurs à la ville son nom formel.

## Géographie
Ampang Jaya se trouve dans l'État de Selangor, à l'est du territoire fédéral de Kuala Lumpur dont elle est limitrophe. Elle est partagée entre les districts de Gombak et Hulu Langat.

## Palais
L'Istana Daerah Hulu Langat est un palais d'Ampang est la résidence officielle de Yang-Amat Berbahagia Tengku Mahkota de Hulu Langat, un membre de la famille royale de Selangor. Le palais fut bâti en 1990, et reste fermé au public.

## Parcs
Le Zoo National de Malaisie (Zoo Negara) est une des principales attractions de la ville, de même que le parc Taman Rimba Ampang (Forêt récréative d'Ampang).

## Jumelages
- Bekasi, Indonésie